# Heldenliederbuch Karls des Großen
Der Begriff Heldenliederbuch Karls des Großen bezieht sich auf eine Stelle im 29. Kapitel der Vita Karoli Magni des Einhard. Er schildert, dass Karl zu seiner Unterhaltung und aus Interesse alte tradierte Lieder mit vermuteten heroischen Stoffen der germanischen Heldensage beziehungsweise des germanischen Heldenlieds sammelte: Lieder über königliche (fränkische) Vorfahren.
Die Passage hat in der mediävistischen Forschung zu unterschiedlichen Interpretationen und Vermutungen darüber geführt, in welchem Umfang am Hof Karls derlei Überlieferungen in Verbindung mit Karls Bemühungen, in seinem Reich eine einheitliche volkssprachliche (theodisk/fränkisk), althochdeutsche Schreib- und Sprachkultur zu etablieren, gepflegt wurden.

Einhard schildert im Kontext des Kapitels, wie Karl kodifikatorische Reformen durchführte, indem er beispielsweise eine einheitliche Rechtsform und ein einheitliches Rechtswesen für die rheinländischen Franken verordnete und althochdeutsche Bezeichnungen der Monatsnamen als Ersatz für bisherige lateinisch-deutsche Mischformen bestimmte. In diesem Kontext auf das volkssprachige Schriftwesen bezogene Handlungen Karls fügt Einhard ein:

„Item barbara et antiquissima carmina, quibus veterum regum actus et bella canebantur, scripsit memoriaeque mandavit.“

„Ebenso ließ er die volkssprachigen altehrwürdigen Lieder, in denen die Taten und Kriege der alten Könige besungen wurden, aufschreiben und dem Gedenken der Nachwelt überliefern“

 Als später Ausläufer dieser Sammelinteressen Karls wird, beziehungsweise wurde, die Aufzeichnung des Hildebrandslieds in der Forschung gesehen.